# Radio Ethiopia
Albums de Patti Smith Group
Horses
(1975) Easter
(1978)
Singles
1. Pissing in a River
Sortie : 1976
2. Pumping (My Heart)
Sortie : 1976
3. Ask the Angels
Sortie : 1977

Radio Ethiopia est le deuxième album studio du Patti Smith Group, sorti en octobre 1976, dédié à Arthur Rimbaud et Constantin Brâncuși.
Jack Douglas, qui a travaillé pour les New York Dolls, Alice Cooper, Blue Öyster Cult ou Aerosmith, est choisi comme producteur, avec la mission de lui donner un ton plus commercial que le précédent.
Le verso de la pochette contient les mots « Free Wayne Kramer », en soutien au guitariste du MC5 emprisonné pour possession de drogues.
Le disque surprend ses auditeurs. Les chansons Radio Ethiopia, enregistré live en août, et Abyssinia sont une longue cacophonie qui dure douze minutes. Ni l'album ni les trois singles qui en sont issus ne rencontrent le succès espéré.

## Liste des titres
| 1. | Ask the Angels     | Patti Smith, Ivan Král | 3:07 |
| 2. | Ain't It Strange   | Smith, Král            | 6:35 |
| 3. | Poppies            | Smith, Richard Sohl    | 7:05 |
| 4. | Pissing in a River | Smith, Král            | 4:41 |

| 1. | Pumping (My Heart) | Smith, Král, Jay Dee Daugherty | 3:20  |
| 2. | Distant Fingers    | Smith, Allen Lanier            | 4:17  |
| 3. | Radio Ethiopia     | Smith, Lenny Kaye              | 10:00 |
| 4. | Abyssinia          | Smith, Kaye, Sohl              | 2:10  |

| 9. | Chiklets | Smith, Král | 6:23 |

## Musiciens et personnel

### Patti Smith Group
- Patti Smith : Chant, guitare
- Lenny Kaye : Guitare, basse, chant
- Jay Dee Daugherty : Batterie, percussions
- Ivan Král : Basse, guitare
- Richard Sohl : Claviers, synthétiseur, piano

### Personnel additionnel
- Jack Douglas : Production
- Bob Irwin : Mastering